# Rain World
Rain World — компьютерная инди-игра в жанрах платформер и симулятор выживания, разработанная и выпущенная в 2017 году Videocult — независимой студией, работавшей над игрой более шести лет. Была издана Adult Swim Games для PlayStation 4 и Windows в марте 2017 года, а также для Nintendo Switch в конце 2018 года. Игрок управляет существом, похожим на кота и слизня, он должен найти его родственников в заброшенном мире.
«Слизнекот» использует обломки в качестве оружия, чтобы избегать врагов, добывать пищу или добраться до безопасного места, чтобы укрыться от смертоносного ливня. Игроку даётся небольшое руководство о том, как выжить. Это была намеренная задумка разработчиков, которые сравнили игровой процесс с жизнью крысы, живущей в тоннелях метро, где игрок учится выживать во враждебной среде.
Игровые критики дали смешанные отзывы Rain World. Хотя они высоко оценили художественный дизайн и плавную анимацию, критике подверглись сложность, проблемы с управлением и редкие точки сохранения. Некоторые недостатки были устранены в более поздних обновлениях. Кроме того, в игре появился многопользовательский режим.

## Игровой процесс

Игру хвалили за её «сверхплавные» анимации

Игровой персонаж, именуемый «слизнекотом», использует копья и камни, чтобы выжить в разрушенном двухмерном мире и воссоединиться со своей семьёй. В самом начале игроку даётся небольшое и подробное руководство, как он может исследовать мир и взаимодействовать с ним. «Слизнекот» может передвигаться по трубам между уровнями, на каждом из которых можно встретить случайных врагов. «Слизнекот» умеет прыгать и использовать обломки в качестве самозащиты, атаки, добычи пропитания или чтобы добраться до безопасных помещений для спячки. Спячка нужна для запуска нового дневного цикла и выступает точкой сохранения. Если игрок не успевает добраться до безопасного места для спячки к концу дня, то на окружающий мир обрушивается проливной дождь, а сам персонаж тонет. Для начала спячки требуется, чтобы персонаж не был голодным.
С случае смерти «слизнекота» игра перезапускается на последней точке сохранения. Также игрок в этом случае теряет очки кармы, указанные в нижней части экрана. Карма пополняется после успешного перехода в спячку. Игрок может сохранить свой текущий уровень кармы после смерти, предварительно съев жёлтый цветок. Очки кармы требуются, чтобы открыть доступ к дополнительным игровым локациям.
Rain World выделяется на фоне остальных игр продвинутым искусственным интеллектом неигровых персонажей: разные виды существ наделены уникальным характером и способами взаимодействия с окружающим миром и другими существами. Благодаря этому прохождение игры становится непредсказуемым и требует от игрока искать подход к разным существам. Многие враги могут убить «слизнекота» одним ударом. Враги наделены динамическим ИИ и постоянно существуют в игровом мире, даже если на данный момент не отображаются на экране. Игра требует в основном уклоняться от врагов , а также учиться обращаться с копьём, чтобы с помощью него защищаться от врагов, залезать на стены и сбивать фрукты с деревьев. Игрок может также удерживать одновременно два предмета, используя их поочерёдно.
Действие Rain World происходит в разрушенном мире, пережившем экологическую катастрофу.

### Downpour
Дополнение Downpour вводит пять дополнительных кампаний с пятью новыми уникальными слизнекотами, действие которых происходит в пяти разных временных линиях. В каждой миссии представлен новый «слизнекот» с уникальными способностями. Мастер копья легче других слизнекотов и способен бесконечно создавать копья, но у него нет рта и он вынужден использовать копья для того что бы есть, Ручей быстр и способен проводить намного больше времени под водой чем другие слизнекоты, но его цикл намного короче циклов других слизнекотов, Гурман очень умелый слизнекот и умеет мастерить различные предметы, Техник способен делать из обычных копий и камней взрывные копья и бомбы а также умеет делать взрывной прыжок и устойчив взрывам, а Святой может использовать язык для передвижения, но не может использовать копья. Downpour также добавляет три игровых режима: — Сафари позволяет свободно изучать игровой мир и перенимать контроль над любым живым существом, «Испытания», где доступно 70 испытаний, и режим «Экспедиции», который представляет собой roguelike со случайными миссиями, за выполнение которых начисляются очки. Вместе с дополнением было выпущено бесплатное обновление Rain World Remix, в которое были добавлены параметры доступности, способы настройки сложности игры и улучшенная поддержка моддинга.

## Разработка
Главным разработчиком Rain World выступил шведский дизайнер Йоар Якобссон. Ещё до начала разработки, он работал графическим дизайнером и сам научился анимировать спрайты. Раннее, он проходил несколько игр и имел небольшой опыт работы в игровой индустрии. Работать над Rain World он начал в 2011 году. Разработка началась с наброска продолговатого кота, которого один из зрителей на YouTube назвал «Slugcat», хотя у персонажа не было официального названия. Якобссон уже тогда проявлял повышенный интерес к руинам и заброшенным местам и «что они могут рассказать о людях, которые раньше их населяли». Также дизайнер хотел передать чувство чужеродности мира, которое он сам испытал, живя по обмену в Сеуле, Южной Корее. Якобсон хотел воссоздать жизнь крысы в Манхэттене. Она понимает, как найти еду, прятаться и жить в метро, но не понимает, зачем оно было построено и для чего существует. По задумке дизайнера, игрок от лица игрового персонажа видел индустриальный мир, но воспринимал его абстрактно, не понимал его устройство. Работая над вражескими существами, Якобссон не хотел делать их преднамеренно злыми, а хотел изобразить, что они тоже живут своей жизнью, охотятся за едой и борются за выживание, а не просто служат препятствием для игрока. Размещение врагов генерируется случайным образом. Якобссон заметил, что попытка прямого столкновения с врагом является неудачным решением, вместо этого игровой процесс рассчитан на то, чтобы наоборот научатся избегать сражений, быть скрытным и выживать.
Якобссон выступил художником, дизайнером и программистом игры, также ему помогали несколько человек. Игровые уровни он создавал вручную, в отдельном редакторе уровней. Разработчик наносил на карту повторяющиеся элементы, такие как растения или цепи. Тени добавлялись с помощью программного обеспечения. На этапе разработки, Rain World должна была включать многопользовательский режим, а также отдельные сюжетные и пользовательские режимы. В начале 2014 года, команде удалось собрать денежные средства на разработку через сборы на Kickstarter. К началу 2015 года, примерно через четыре года после начала разработки, команда перенесла игру на движок Unity и выпустила её тестовую версию игры для спонсоров из Kickstarter.

### Музыка
Primate, также известный как Джеймс Терриен написал музыкальные композиции для игры Rain World ', он также отвечал за расходы команды, маркетинг,  и помогал проектировать игровые уровни. Primate впервые узнал о разработке интернет-форуме инди-игр и отправил Якобссону 12 треков в качестве предложения использовать их в игре. Изначально он совместно с Лидией Эсриг сочинил саундтрек в стиле чиптюн, но затем он создал новые мелодии, прибегая к полевым записям звуков, связанных с твёрдыми бытовыми отходами. Музыка в Rain World в итоге сочетает в себе стиль лоу-фай и электроники. Primate желал, чтобы музыка соответствовала эклектичному визуальному оформлению игры, в котором смешались индустриальные пустоши, научная фантастика, джунгли и различные архитектурные элементы. Вместо традиционного диалога между персонажами, повествование в Rain World подаётся через её звуковое сопровождение. Звуки на первых уровнях примитивны и отражают страх и голод «Слизнекота», постепенно игра наполняется новыми звуками для описания новых областей. Для игры было записано примерно 160 звуковых дорожек продолжительностью в три с половиной часа. Звуковые дорожки от восьми до двенадцати штук могут одновременно накладываться друг на друга, для создания нужной атмосферы и реакции на действия игрока. В декабре 2018 года лейбл Limited Run Games выпустил виниловую версию саундтрека.

### Выход
О завершающем этапе разработке команда объявила в начале 2016 года. Игра привлекла внимание пользователей социальных сетей за счёт демонстрации «сверхплавных» анимаций. Разработкой игры занималась независимая команда Videocult, издателем выступила Adult Swim Games. Игра была выпущена для PlayStation 4 и Windows 28 марта 2017 года. Игровой прессой Rain World сравнивалась с Super Meat Boy по уровню сложности, с Metroid и Oddworld по характеру головоломок, а саундтрек назвали похожим на таковой из игры Fez.
После выхода, Videocult объявила о плане выпуска ряда обновлений, расширяющих возможности игрового контента. Они планировались к выпуску в конце 2017 года. Обновления включали многопользовательский режим, около 50 новых помещений и две альтернативные версии «Слизнекота», игра за которых подразумевала облегчённый и усложнённый игровой режим. Патч под названием '1.5' включал вышеописанные нововведения. Патч «1.7», выпущенный в конце 2018 года вводил два игровых режима, которые повышали или понижали интенсивность игрового процесса. Данное обновление также вводило многопользовательский режим для версии на PlayStation.
В 2018 году, Videocult и Adult Swim Games выпустили Rain World для портативной приставки Nintendo Switch 13 декабря 2018 года. Месяц спустя, Limited Run Games также выпустила физическое издание игры Rain World для PlayStation 4.
В 2018 году Videocult и Adult Swim Games выпустили Rain World для платформы Nintendo Switch 13 декабря 2018 года. Limited Run Games выпустила физическую версию Rain World для PlayStation 4 в конце того же месяца.

## Критика
| Сводный рейтинг    | Сводный рейтинг                   |
| Агрегатор          | Оценка                            |
| ------------------ | --------------------------------- |
| GameRankings       | 63,76 %                           |
| Metacritic         | PC: 66/100 PS4: 59/100 NS: 71/100 |
| Иноязычные издания |                                   |
| Издание            | Оценка                            |
| Destructoid        | 5/10                              |
| GameSpot           | 5/10                              |
| IGN                | 6,3/10                            |
| PC Gamer (US)      | 80/100                            |
| Polygon            | 5/10                              |

По данным агрегатора обзоров видеоигр Metacritic, игра получила смешанные отзывы от игровых критиков. Они высоко оценили художественный дизайн игры, но раскритиковали её сложность, особенно за непредсказуемой фактор смерти, безжалостных врагов и большое количество времени, выделяемое на спячку. Редакция Eurogamer сравнила элементы выживания с игрой Tokyo Jungle
Критики выразили разочарование по поводу игрового процесса Rain World, который может привести игрока в чувство апатии. Это обусловлено случайным появлением врагов, их непредсказуемым поведением, убийством с одного удара, нечастыми сохранениями игры, ограничениями во времени из-за дождя и порой неуклюжими элементами управления. Редакция IGN написала, что даже введение лишь одного из вышеперечисленных сложных элементов игры, делало бы Rain World ' сложной, но честной по отношению к игроку, но если рассматривать все вышеперечисленные элементы, «шансы против игрока так высоки, что они рискуют опрокинуть всю структуру игры». Рецензенты жаловались на то, что им было скучно снова и снова повторять прохождение по локациям после постоянных смертей, вызванных случайным появлением врагов, что в итоге перебивало у критиков интерес исследовать локации. Редактор Polygon сокрушался по поводу того, что потерял свой многочасовой прогресс в игре. Он заметил, что «тщетность» — это главное описание Rain World и чувствовал, что у его персонажа не было достаточных средств для выживания. Рецензенты также указывали на то, что отрывистая анимация игрового персонажа и несовершенная механика метания привели ко множеству неоправданных смертей. Некоторые рецензенты заметили, что игра понравится хардкорным игрокам, однако своей сложностью, она откинет большею часть своей потенциальной аудитории, поскольку большинство игроков сочтут не справедливым внезапное появление врага. Редакция Rock, Paper, Shotgun назвала контрольные точки игры одними из худших в современных платформерах. Очки кармы из Rain World, необходимые для дальнейшего прохождения были названы редакцией GameSpot банальным неуважением ко времени игроков. Редакция IGN утверждала, что заставлять игроков бродить по территории дюжину раз — это сама противоположность игре, в которой исследование наоборот должно выступать наградой для игрока. Отдельно редактор PC Gamer заметил, что со временем переосмыслил «громоздкое управление» и «неудачный дизайн» и стал рассматривать это тематически уместным для игры, стремящейся отнять власть у игрока.
Некоторые обозреватели положительно высказались о случайных событиях в игре, по мере того, как они стремились изучить неписаные правила игровой среды . Критик Rock, Paper, Shotgun рассматривал столкновения с враждебными существами, как головоломки. Он со временем обратил внимание на то, что существует множество способов обойти врага и даже не провоцировать его на агрессию. Со слов обозревателя Gamespot, игроку предоставлено множество возможностей продемонстрировать свою изобретательность и импровизацию. Это включает например использование мыши, как фонаря в тёмном помещении, использование оружия для лазания и спровоцировать врага на битву, чтобы отвлечь внимание от присутствия Слизнекота. Данные критики назвали данные скрытые взаимодействия главным достоинством игры, хотя даже они не компенсируют проблемы суровой игровой механики Rain World.
Во время разработки, анимация в Rain World стала предметом повышенного внимания в социальных сетях за свою «невероятную плавность», которую и рецензенты хвалили и после выпуска игры. Редакция IGN описала анимацию Слизнекота красивой и чутко реагирующей на угол и физику движения, начиная с того, как игровой персонаж цепляется за столбы или как он перебирается через вентиляционные шахты. Рецензент признался, что увидел одну из самых красивых двухмерных игр, где каждая сцена демонстрирует множество деталей и скрупулёзное мастерство автора рисунков. Рецензент Polygon также похвалил игровую графику и высоко оценил роль ограниченных цветовых палитр в различении Слизнекота, добычи и враждебных существ, укрывающихся в окружающей среде. В то время, как некоторые журналисты сравнивали художественную эстетику игры с Limbo, редакция Rock, Paper, Shotgun видел в эстетике Rain World больше общего с Oddworld: Abe’s Oddysee. Обе данные игры демонстрируют мрачные, но красивые миры, страшных, но очаровательных персонажей, частые конфликты между противниками и разочаровывающее, «мазохистское» управление. Однако у Oddworld было больше сохранений. Критик GameSpot заметил, что Rain World удачно изобразил «жестокое безразличие природы». Его творческий и неотразимый пейзаж  — сюрреалистические обитатели в мрачной, инопланетной атмосфере  — всё это напоминает по мнению критика дух таких игр, как BioShock и Abzu.

### Влияние
Благодаря продвинутому ИИ неигровых персонажей, Rain World приобрела культовый статус у определённого круга фанатов. В частности внутриигровая фауна в игре формирует реалистичную экосистему, в итоге игра завоевала популярность не только у поклонников игр с выживанием, но и тех, кто увлекается документалистикой и научпопом. Фанатами было создано множество фан-артов, а также публиковались фанфики с целью расширить внутриигровой лор. Так как игра перестала поддерживаться вскоре после выхода, фанаты начали создавать многочисленные модификации, расширяющие игровой процесс и призванные разнообразить внутриигровую фауну. За пять лет было выпущено более сотни модов, публикующихся на сайте RainDB. В результате сотрудничества разработчика и 40 моддеров был выпущен сиквел Downpour.

### Награды
Игра была номинирована в категории «Лучший платформер» на мероприятии 2017 Game of the Year Awards, организованной редакцией PC Gamer а также в категории «Лучший платформер», «Лучшее художественное направление» и «Самая инновационная игра» редакцией IGN на конкурсе Best of 2017. Игра также была номинирована на премию статуи свободы за «лучший игровой мир» на мероприятии New York Game Awards 2018, а также на премию в категории «Превосходное в аудио» на конкурсе Independent Games Festival Competition Awards.